# Frank Tiberi

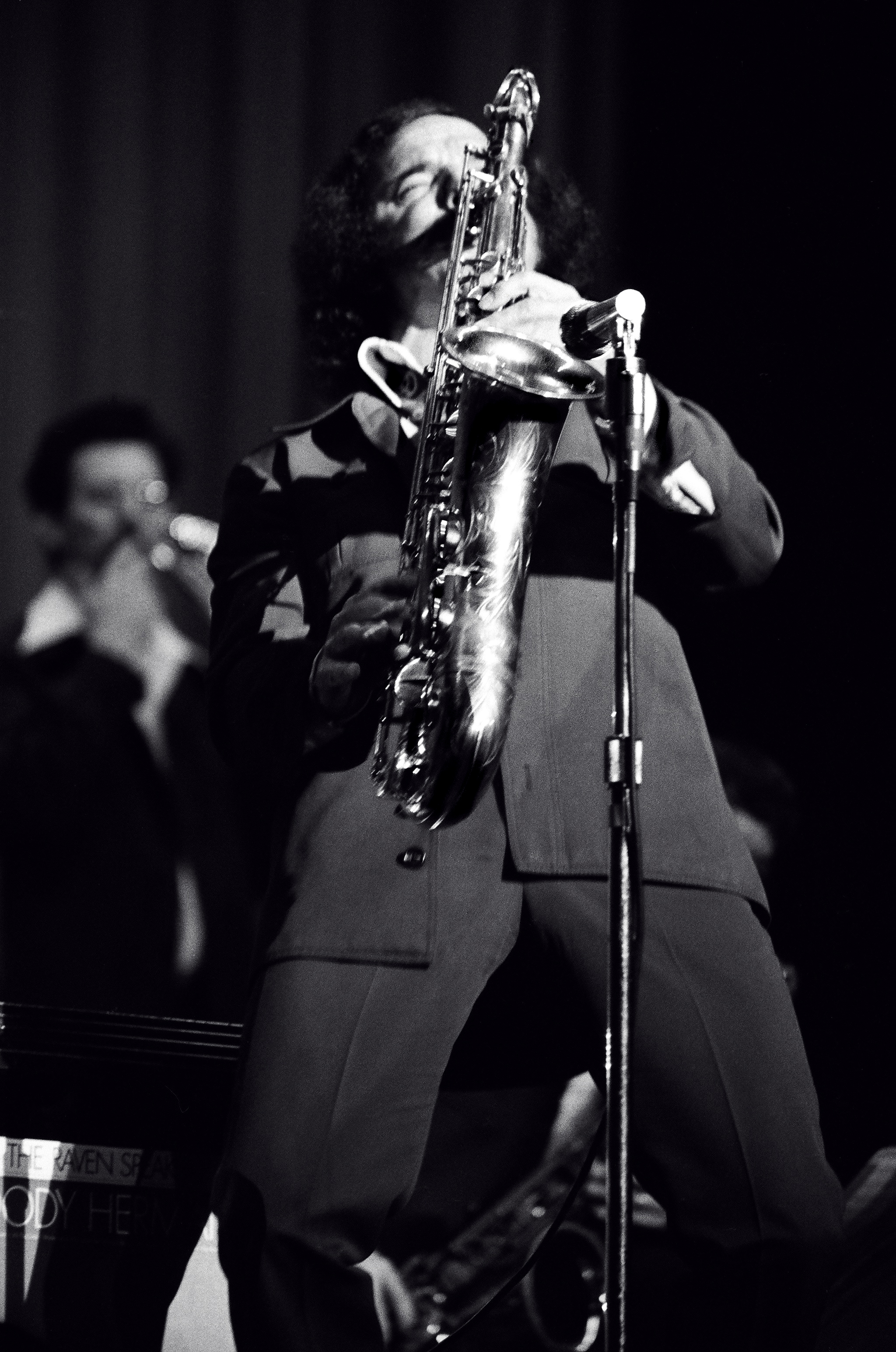
Frank Tiberi speelt saxofoon met het orkest van Woody Herman, in 1976

Frank Tiberi (Camden (New Jersey), 4 december 1928) is een Amerikaanse saxofonist (altsaxofoon en tenorsaxofoon), klarinettist, fluitist en fagottist in de jazz. Hij is sinds 1987 leider van het Woody Herman Orchestra.
Tiberi begon op zijn achtste op de klarinet te spelen, toen hij dertien was trad hij voor het eerst op als professioneel muzikant. Hij is een autodidact op de fluit en de saxofoon. Fagot leerde hij spelen bij Soel Schoenbach van het Philadelphia Symphony Orchestra.
Tiberi was lid van de bigband van Bob Chester (1948-1949) en speelde in het kwartet van Benny Goodman (1954-1955). Hij toerde met onder meer Urbie Green en Dizzy Gillespie en in de jaren zestig was hij doorgaans als studiomuzikant actief. In 1969 trad hij toe tot de Thundering Herd van Woody Herman. Hij werkte in het orkest als solist, arrangeur en muzikaal leider. Kort voor zijn overlijden wees Herman Tiberi aan als zijn opvolger. Sinds 1987 is Tiberi de leider van de ghostband van Herman.
In 1999 nam hij met onder meer Joe Lovano, Ray Drummond en Adam Nussbaum het album 'Tiberian Mode' op. Hij is te horen op albums van onder andere Teresa Brewer, Michael Bloomfield, Rosemary Clooney en Stan Getz.
Als saxofonist is Tiberi beïnvloed door John Coltrane en Charlie Parker.
Tiberi is associate professor aan Berklee College of Music, waar hij les geeft in improvisatie.

## Discografie (selectie)
- Tiberian Mode, NYJAM, 1999
- 4 Brothers 7, Jazzed Media, 2007